# SC Veendam
SC Veendam (Sportclub Veendam) was een Nederlandse voetbalclub uit de Groningse plaats Veendam. De rivaal van Veendam was jarenlang FC Groningen, later werd dit FC Emmen. In 2013 ging SC Veendam failliet. Amateurclub VV Veendam 1894 waaruit SC Veendam in 1974 voortkwam bestaat nog wel.

## Geschiedenis
Op 4 september 1894 werd de club opgericht onder de naam Look Out. Een jaar later trad de Veendammer club Vitesse toe tot Look Out. In 1909 werd de naam veranderd in PJ (naar Prinses Juliana) Veendam, waarvan de letters PJ een jaar later wegvielen. In 1919 werd gefuseerd met de lokale concurrent Jupiter.

### Profvoetbal
In 1954 begon Veendam aan het grote avontuur: het betaalde voetbal. Dat gebeurde niet zonder slag of stoot, want in het begin van dat jaar was Veendam slechts tweedeklasser. Uitgerekend in dit jaar werd Veendam kampioen in de tweede klasse. Dat gebeurde op 16 mei door een 5–1 zege bij buurtgenoot en aartsrivaal VV Muntendam door treffers van Jan Walburg en Lucas Rosies. In juni volgden wedstrijden voor promotie naar de eerste klas tegen Zwartemeer en Velocitas. Na zeges op Zwartemeer (4–3) en Velocitas (2–0) won Veendam ook de beslissende thuiswedstrijd tegen Zwartemeer (2–1) door treffers van Bram Snijder en Hendrik Hof. Ook de vierde en laatste wedstrijd, die slechts een formaliteit was, werd gewonnen: 3–0 tegen Velocitas.
1954 was voor Veendam een heel bijzonder jaar. Er was een kampioenschap, een promotie en een feest: het 60-jarig bestaan van Veendam. Maar nog ingrijpender was het besluit van 103 van de 118 leden om ja te zeggen tegen deelname aan het betaalde voetbal. Dat gebeurde tijdens een ledenvergadering in hotel Java aan het Prins Hendrikplein. Er werd een premiestelsel ingevoerd: 15 gulden voor een gewonnen wedstrijd, 10 gulden voor een gelijkspel en 5 gulden voor een nederlaag. Voor de training (drie keer per week) werd per keer 5 gulden betaald. Maar voordat er met het betaalde voetbal kon worden begonnen, moesten de KNVB en de NBVB nog menig robbertje uitvechten. Bovendien eiste de KNVB ook dat, wilde Veendam tot het betaalde voetbal worden toegelaten, er 50.000 gulden op de plank moest komen. Maar ook zonder die 50.000 gulden begon Veendam aan het profavontuur in een competitie met ploegen als Rigtersbleek, Go Ahead, DOS, Stormvogels, Zwolsche Boys, N.E.C., Ajax, EDO, De Volewijckers, Heracles Almelo en Enschedese Boys.
Voor Veendam werd deze competitie geen succes. Er werd met een 5–3 uitnederlaag tegen Be Quick begonnen en ook de eerste thuiswedstrijd, tegen N.E.C., eindigde in verlies: 0–2. Deze competitie werd vlak na 15 november 1954 voortijdig afgesloten en juist op deze laatste speeldag won Veendam in Utrecht van koploper DOS, dat spelers als Hans Kraay sr., Tonny van der Linden en Joop van Basten (vader van Marco van Basten) in de gelederen had: 3–2.
Het jaar 1954 is voor Veendam zonder meer het belangrijkste jaar geweest, want ook in dat jaar werd het sportpark De Langeleegte in gebruik genomen. Veendam voetbalde aanvankelijk verderop aan de Langeleegte, tegenover de toenmalige uitspanning 't Vosje. Dat is nu de aula van de begraafplaats Buitenwoel. Daar tegenover, op de plaats van de Grote Vaartlaan, lag het veld van Veendam oorspronkelijk.
Veendam overleefde de eerste twintig jaar van het betaalde voetbal allerlei ontwikkelingen. Er waren promoties maar ook degradaties en niet te vergeten saneringen. Daardoor bleef Veendam samen met GVAV (het latere FC Groningen) van de vijf Groninger verenigingen alleen over in het betaalde voetbal.
Op 22 mei 1974 scheidde de professionele tak van de club zich af als Sportclub Veendam, wat later in BV Veendam veranderde. In 2011 werd de naam van BV Veendam terug gewijzigd naar SC Veendam. De reden hiervoor was dat de naam met BV (betaald voetbal) te veel op een bedrijf leek. Ook kreeg de club een nieuw logo in de vorm van een Engels klassiek schild en een nieuwe slogan: "Kolonisten, Veur altied. Powered by De Langeleegte".
Het tenue van Veendam bestond uit een geel shirt met een zwarte "V" die refereert aan haar roemruchte jaren vijftig van de 20e eeuw en een zwarte broek. De club speelde haar thuiswedstrijden aan De Langeleegte. In 1985 heeft de Gemeentepolitie Veendam een lied geschreven dat later is uitgegroeid tot het officiële clublied.

### Teloorgang
In het seizoen 2009/10 kwam Veendam financieel in zwaar weer terecht, na het wegvallen van een van de belangrijkste sponsors. Volgens een opzienbarende reconstructie, waarvan de onthulling in 2014 genomineerd werd voor de Groninger Persprijs, was de club jarenlang mede op de been gehouden met zwart geld. Na de dood van de gulle gever kreeg de club problemen met het rond krijgen van de begroting en het betalen van de salarissen. Een belangrijk punt hierbij was een garantie die oud-bestuurder Jans Norder via een van zijn bedrijven gegeven had, in ruil voor het pandrecht op alle bezittingen van de club. Veendam begon een rechtszaak tegen Norder om dit bedrag op te eisen. Norder stelde dat de garantie slechts een papieren constructie was om aan de licentie-eisen van de KNVB te voldoen. De rechtbank veroordeelde Norder tot het betalen van de helft van het geëiste bedrag. Het bestuur - in de personen van Norder en secretaris Henk-Jan Hoekman - was volgens de rechter medeverantwoordelijk voor het debacle, omdat men "wist, en in elk geval redelijkerwijze had behoren te weten" dat Norders bedrijf de aangegane verplichtingen niet zelfstandig zou kunnen nakomen. Norder betaalde echter niet en kwam samen met enkele andere sponsoren in maart 2010 met een reddingsplan. Op 31 maart 2010 vroeg BV Veendam surseance van betaling aan bij de rechtbank in Groningen. Bewindvoerder Wim Entzinger dreigde daarop met aangifte wegens valsheid in geschrifte en vroeg op 28 april 2010 het faillissement aan. Een dag later besloot de rechter om op verzoek van dezelfde bewindvoerder de aanvraag aan te houden omdat de club met een nieuw reddingsplan bezig was. Op 12 mei 2010 sprak de rechtbank in Groningen alsnog het faillissement van de club uit, maar de club ging met succes hiertegen in beroep. Op 4 juni 2010 sprak het gerechtshof uit dat het vonnis werd vernietigd. Het werd teruggedraaid naar surseance van betaling. Het benodigde bedrag van 750.000 euro om de club van de ondergang te redden, was inmiddels bij elkaar gebracht. Een substantieel deel daarvan kwam van de ex-bestuursleden Jans Norder (vier ton plus een sponsorovereenkomst voor vijf jaar) en Henk-Jan Hoekman (twee ton). Ook werden er extra commerciële inspanningen geleverd door het managementduo Korte/Kaspers van BV Veendam.
Voorjaar 2011 werd het Kolonistenplan gepresenteerd, waarvan de naam verwijst naar het rijke verleden van de club. Met dit plan werd beoogd om partners (Kolonist, 750-Kolonne en Kompaan) te vinden die de club financieel konden ondersteunen. De deelnemers draaiden mee in het eigendomsrecht van de club voor een bepaald percentage per categorie. Het plan moest een structurele bijdrage leveren aan de begroting van zo'n 5 ton.
In april 2012 introduceerde de club "Kolonicio" als vliegwiel voor het opstarten van een nieuw reddingsplan. Deelnemers betaalden een geringe bijdrage (€ 20,-) aan de club en maakten kans op gesponsorde prijzen. De actie behaalde landelijk de media en werd Trending Topic op Twitter. Fotomodel Kim Feenstra en topmodel Doutzen Kroes wierpen zich belangeloos op als ambassadrice voor de noodlijdende club.
Middels deze actie wist de club tien ondernemers uit de regio te strikken voor een bijdrage van 450.000 euro over drie seizoenen. Ook werd door de gemeente Veendam het stadion verkocht aan twee noordelijke projectontwikkelaars voor 3.000.000 euro. Dit leverde een lastenverlichting van 200.000 euro per jaar op.
Met ingang van seizoen 2011/2012 werkte Jong FC Groningen samen met SC Veendam en SC Cambuur. Door een kleinere beloftekern werd SC Veendam en SC Cambuur de mogelijkheid geboden deel te nemen aan het belofteteam om zo te kunnen spelen in het competitieverband. De regie van het samenstellen van het team was in handen van Dick Lukkien, voormalig assistent-trainer van SC Veendam.
Op maandag 25 maart 2013 heeft de rechtbank Noord-Nederland in Groningen opnieuw het faillissement van de club uitgesproken. Voormalig contractspeler Henk de Haan ontketende bij De Wereld Draait Door een landelijke reddingsactie voor SC Veendam: Stichting Red SC Veendam. Doel was door middel van crowdfunding SC Veendam te redden. De actie werd geen succes; van de benodigde €625.000 werd slechts 190.000 euro opgehaald. Op dinsdag 2 april werd bekend dat SC Veendam niet tegen het faillissement in beroep zou gaan, waardoor de club ophield te bestaan als betaald voetbalorganisatie.
Na het faillissement werd getracht om het volgende seizoen een nieuwe start te maken als amateurclub, spelend in de hoofdklasse. Dit plan vond uiteindelijk geen doorgang omdat het niet lukte om bijtijds voldoende financiën bij elkaar te krijgen.

### Boek over de geschiedenis
In het begin van 2014 verscheen een boek over de geschiedenis van de club: Aan de Langeleegte, de historie van cultclub Veendam door Jan Mulder, die zes jaar aan het boek had gewerkt. Mulder behandelt in zijn boek 423 spelers en 23 trainers.

### Clubsuccessen
In het seizoen 1931/1932 won Veendam de competitie om het Noordelijk kampioenschap. Veendam werd in de daaropvolgende kampioenscompetitie om de landstitel vijfde.
In december 1977 schakelde Veendam in de achtste finale van de KNVB beker Feyenoord uit met 2 - 1 en strandde vervolgens in de kwartfinale op SBV Excelsior.
In 1986 promoveerde Veendam naar de Eredivisie door de nacompetitie te winnen. In de reguliere competitie was Veendam als vierde geëindigd. Het seizoen daarop volgde degradatie. Wel was de 17e plaats in de Eredivisie de hoogste klassering voor Veendam in het betaalde voetbal.
In 1988 promoveerde Veendam wederom naar de Eredivisie na een tweede plaats in de reguliere competitie. De geschiedenis herhaalde zich en Veendam degradeerde opnieuw meteen.

## Records en statistieken
- De eerste gele kaart die in het Nederlandse Betaald Voetbal werd uitgedeeld was voor Veendam-speler Eltje Edens (13 augustus 1972, HVC - Veendam).
- Grootste overwinning: Veendam - Zwolsche Boys 8-0 (Tweede divisie, 1957/58)
- Grootste thuisoverwinning Eerste divisie: SC Veendam - HFC EDO 6-0 (1960/61)
- Grootste uitoverwinning Eerste divisie: Helmond Sport - BV Veendam 1-7 (2006/07)
- Grootste thuisnederlaag Eerste divisie: 0-5 (vijf maal, laatste keer tegen Sparta Rotterdam in 2003/04)
- Grootste uitnederlaag Eerste divisie: NAC Breda - SC Veendam 10-1 (1983/84)
- Grootste thuisoverwinning KNVB beker: SC Veendam - CVV Germanicus 9-0 (1960/61)
- Grootste uitoverwinning KNVB beker: VV Bennekom - BV Veendam 0-7 (2004/05)
- Meeste duels voor SC Veendam: Max Rosies - 507
- Meeste goals voor SC Veendam: Marnix Kolder - 94
- Meeste toeschouwers: SC Veendam - Willem II (1985/86) 12.500 toeschouwers (nacompetitie)

## Overzichtslijsten

### Competitieresultaten 1955–2012
| 13 A |

| 6 A |

| 4 A |

| 6 B |

| 2 B |

| 15 A |

| 13 A |

| 5 A |

| 13 |

| 12 |

| 15 |

| 6 A |

| 5 |

| 3 |

| 7 |

| 12 |

| 13 |

| 10 |

| 12 |

| 19 |

| 19 |

| 8 |

| 14 |

| 17 |

| 12 |

| 16 |

| 15 |

| 10 |

| 12 |

| 16 |

| 10 |

| 4 |

| 17 |

| 2 |

| 18 |

| 8 |

| 18 |

| 12 |

| 16 |

| 17 |

| 8 |

| 4 |

| 10 |

| 12 |

| 13 |

| 12 |

| 14 |

| 11 |

| 17 |

| 14 |

| 11 |

| 14 |

| 8 |

| 14 |

| 19 |

| 9 |

| 4 |

| 16 |

| Eredivisie | Eerste divisie | Eerste Klasse (profniveau) | Tweede divisie |

| - 1954 – 1974: Veendam - 1974 – 1988: SC Veendam - 1988 – 2011: BV Veendam - 2011 – 2013: SC Veendam |

In elke staaf van de grafiek staat van boven naar beneden vermeld: 
- Eindnotering

Dit is de positie die de club heeft bereikt in de competitie, zonder eventuele beslissings-, play-off- of nacompetitiewedstrijden die nodig zijn geweest om bijvoorbeeld de kampioen van de competitie te bepalen.
Indien een * achter het getal staat is de notering een tussenstand en kan het zijn dat de notering niet overeenkomt met de uiteindelijke eindstand van de competitie.
Staat er een - dan is het seizoen nog bezig en is er geen definitieve uitslag bekend.
Staat er xx op de positie van de notering, dan heeft de club vroegtijdig de competitie verlaten. Dit kan onder andere komen door terugtrekking van het team, faillissement van de club of door een uitgedeelde straf van de KNVB. In veel gevallen staat elders in het artikel de reden vermeld.
Staat er een ? dan is het resultaat uit het verleden onbekend, en is alleen de competitie of het niveau bekend van dat seizoen.
In de seizoenen 2019/20 en 2020/21 werd wegens de coronacrisis het amateurvoetbal afgebroken. Daardoor kennen deze staven geen eindklassering (middels -- weergegeven).
- Competitieniveau en afdelingsletter of Officiële eindstand Eredivisie
  - Competitieniveau en afdelingsletter

Hierbij geeft het getal het niveau weer, dat ook terug te vinden is in de legenda. De letter is de afdelingsaanduiding en wordt gebruikt wanneer er meer afdelingen zijn op hetzelfde niveau. De afdelingsletter is altijd een hoofdletter en wordt meestal zonder nummer gebruikt.
Voorbeeld: 2F is niveau 2e klasse competitie F.
Het competitieniveau en nummer wordt niet vermeld wanneer er slechts één competitie van dit niveau was.
  - Officiële eindstand Eredivisie (getal staat tussen haakjes vermeld)

Sinds de introductie van play-offwedstrijden voor Europees voetbal na afloop van de reguliere competitie in 2005/06, is de KNVB verplicht een eindstand van de Eredivisie door te geven aan de UEFA aan de hand van deze play-offwedstrijden.
Bij deze eindstand staan clubs die zich hebben gekwalificeerd voor Europees voetbal hoger dan clubs die zich niet wisten te kwalificeren. Indien er geen verschil was tussen de eindnotering en de officiële eindstand, staat dit getal niet vermeld.

- Onderafdeling

Hier staat afgekort de naam van de onderafdeling indien de club in dat jaar in een onderafdeling uitkwam. Tevens staat deze afkorting in de legenda en wordt gelinkt naar het artikel over deze onderafdeling. Deze afkorting wordt alleen vermeld wanneer de club in het verleden in verschillende onderafdelingen heeft gespeeld. Deze vermelding is in de staaf altijd in kleine letters. Deze onderafdelingen zijn na het seizoen 1995/96 afgeschaft. Heeft de club in slechts één onderafdeling gespeeld, dan is dit alleen terug te vinden in de legenda.
Onder de staaf staat het jaartal vermeld waarin het seizoen is afgesloten. 15 verwijst naar het seizoen 2014/15 of eventueel het seizoen 1914/15.
Wanneer een staaf leeg is, zijn deze gegevens niet bekend. Het kan ook zijn dat de club dat seizoen niet heeft meegespeeld op het hogere amateurniveau, vroegtijdig de competitie heeft verlaten of uit de competitie is gezet.

In het seizoen 1944/45 was er wegens de Tweede Wereldoorlog geen regulier competitievoetbal.

### Seizoensoverzichten
| Resultaten van Veendam sinds de toetreding in het betaald voetbal in 1954 | Resultaten van Veendam sinds de toetreding in het betaald voetbal in 1954 | Resultaten van Veendam sinds de toetreding in het betaald voetbal in 1954 | Resultaten van Veendam sinds de toetreding in het betaald voetbal in 1954 | Resultaten van Veendam sinds de toetreding in het betaald voetbal in 1954 | Resultaten van Veendam sinds de toetreding in het betaald voetbal in 1954 | Resultaten van Veendam sinds de toetreding in het betaald voetbal in 1954 | Resultaten van Veendam sinds de toetreding in het betaald voetbal in 1954 | Resultaten van Veendam sinds de toetreding in het betaald voetbal in 1954 | Resultaten van Veendam sinds de toetreding in het betaald voetbal in 1954 | Resultaten van Veendam sinds de toetreding in het betaald voetbal in 1954 | Resultaten van Veendam sinds de toetreding in het betaald voetbal in 1954 | Resultaten van Veendam sinds de toetreding in het betaald voetbal in 1954                                                                             |
| Seizoen                                                                   | Competitie                                                                | Competitie                                                                | Competitie                                                                | Competitie                                                                | Competitie                                                                | Competitie                                                                | Competitie                                                                | Competitie                                                                | Competitie                                                                | Kwalificatie                                                              | KNVB beker                                                                | Bijzonderheid |
| Seizoen                                                                   | Divisie                                                                   | GW                                                                        | W                                                                         | G                                                                         | V                                                                         | PNT                                                                       | DV                                                                        | DT                                                                        | POS                                                                       | Kwalificatie                                                              | KNVB beker                                                                | Bijzonderheid |
| ------------------------------------------------------------------------- | ------------------------------------------------------------------------- | ------------------------------------------------------------------------- | ------------------------------------------------------------------------- | ------------------------------------------------------------------------- | ------------------------------------------------------------------------- | ------------------------------------------------------------------------- | ------------------------------------------------------------------------- | ------------------------------------------------------------------------- | ------------------------------------------------------------------------- | ------------------------------------------------------------------------- | ------------------------------------------------------------------------- | --- |
| 1954/55                                                                   | Eerste klasse B                                                           | 8                                                                         | 1                                                                         | 1                                                                         | 6                                                                         | 3                                                                         | 11                                                                        | 28                                                                        | 13e                                                                       | –                                                                         | Geen bekertoernooi                                                        | Veendam treedt toe tot het betaald voetbal De competitie werd na de fusie van de KNVB en de NBVB niet afgemaakt. Alle teams werden opnieuw ingedeeld. |
| 1954/55                                                                   | Eerste klasse A                                                           | 26                                                                        | 4                                                                         | 6                                                                         | 16                                                                        | 14                                                                        | 38                                                                        | 85                                                                        | 13e                                                                       | Eerste klasse                                                             | Geen bekertoernooi                                                        | Veendam treedt toe tot het betaald voetbal De competitie werd na de fusie van de KNVB en de NBVB niet afgemaakt. Alle teams werden opnieuw ingedeeld. |
| 1955/56                                                                   | Eerste klasse A                                                           | 26                                                                        | 12                                                                        | 5                                                                         | 9                                                                         | 29                                                                        | 57                                                                        | 58                                                                        | 6e                                                                        | Tweede divisie                                                            | Geen bekertoernooi                                                        | |
| 1956/57                                                                   | Tweede divisie A                                                          | 28                                                                        | 13                                                                        | 9                                                                         | 6                                                                         | 35                                                                        | 64                                                                        | 53                                                                        | 4e                                                                        | –                                                                         | 4e ronde                                                                  | – |
| 1957/58                                                                   | Tweede divisie B                                                          | 28                                                                        | 11                                                                        | 5                                                                         | 12                                                                        | 27                                                                        | 55                                                                        | 53                                                                        | 6e                                                                        | –                                                                         | 2e ronde                                                                  | – |
| 1958/59                                                                   | Tweede divisie B                                                          | 26                                                                        | 14                                                                        | 4                                                                         | 8                                                                         | 32                                                                        | 41                                                                        | 32                                                                        | 2e                                                                        | Rechtstreekse promotie                                                    | 1e ronde                                                                  | – |
| 1959/60                                                                   | Eerste divisie A                                                          | 30                                                                        | 8                                                                         | 5                                                                         | 17                                                                        | 21                                                                        | 38                                                                        | 55                                                                        | 15e                                                                       | –                                                                         | Geen bekertoernooi                                                        | – |
| 1960/61                                                                   | Eerste divisie A                                                          | 34                                                                        | 11                                                                        | 8                                                                         | 15                                                                        | 30                                                                        | 66                                                                        | 75                                                                        | 13e                                                                       | –                                                                         | Groepsfase                                                                | – |
| 1961/62                                                                   | Eerste divisie A                                                          | 34                                                                        | 15                                                                        | 11                                                                        | 8                                                                         | 41                                                                        | 60                                                                        | 38                                                                        | 5e                                                                        | –                                                                         | 1e ronde                                                                  | – |
| 1962/63                                                                   | Eerste divisie                                                            | 30                                                                        | 7                                                                         | 9                                                                         | 14                                                                        | 23                                                                        | 50                                                                        | 60                                                                        | 13e                                                                       | –                                                                         | 2e ronde                                                                  | – |
| 1963/64                                                                   | Eerste divisie                                                            | 30                                                                        | 10                                                                        | 6                                                                         | 14                                                                        | 26                                                                        | 47                                                                        | 59                                                                        | 12e                                                                       | –                                                                         | Kwartfinale                                                               | – |
| 1964/65                                                                   | Eerste divisie                                                            | 30                                                                        | 7                                                                         | 8                                                                         | 15                                                                        | 22                                                                        | 42                                                                        | 62                                                                        | 15e                                                                       | Rechtstreekse degradatie                                                  | 3e ronde                                                                  | – |
| 1965/66                                                                   | Tweede divisie A                                                          | 28                                                                        | 11                                                                        | 8                                                                         | 9                                                                         | 30                                                                        | 49                                                                        | 42                                                                        | 6e                                                                        | –                                                                         | 2e ronde                                                                  | – |
| 1966/67                                                                   | Tweede divisie                                                            | 44                                                                        | 24                                                                        | 10                                                                        | 10                                                                        | 58                                                                        | 72                                                                        | 48                                                                        | 5e                                                                        | Nacompetitie                                                              | Geen deelname                                                             | Promotiewedstrijden tegen HVC (1–1) en Roda JC (2–0)                                                                                                  |
| 1967/68                                                                   | Tweede divisie                                                            | 38                                                                        | 20                                                                        | 9                                                                         | 9                                                                         | 49                                                                        | 63                                                                        | 30                                                                        | 3e                                                                        | Nacompetitie                                                              | Kwartfinale                                                               | Promotiewedstrijden tegen Fortuna Vlaardingen (2–1) en Helmond Sport (1–5)                                                                            |
| 1968/69                                                                   | Eerste divisie                                                            | 34                                                                        | 15                                                                        | 7                                                                         | 12                                                                        | 37                                                                        | 54                                                                        | 55                                                                        | 7e                                                                        | –                                                                         | 1e ronde                                                                  | – |
| 1969/70                                                                   | Eerste divisie                                                            | 34                                                                        | 10                                                                        | 10                                                                        | 14                                                                        | 30                                                                        | 38                                                                        | 49                                                                        | 12e                                                                       | –                                                                         | 1e ronde                                                                  | – |
| 1970/71                                                                   | Eerste divisie                                                            | 30                                                                        | 7                                                                         | 10                                                                        | 13                                                                        | 24                                                                        | 28                                                                        | 38                                                                        | 13e                                                                       | –                                                                         | 1e ronde                                                                  | – |
| 1971/72                                                                   | Eerste divisie                                                            | 40                                                                        | 14                                                                        | 12                                                                        | 14                                                                        | 40                                                                        | 48                                                                        | 55                                                                        | 10e                                                                       | –                                                                         | 1e ronde                                                                  | – |
| 1972/73                                                                   | Eerste divisie                                                            | 38                                                                        | 9                                                                         | 16                                                                        | 13                                                                        | 34                                                                        | 40                                                                        | 50                                                                        | 12e                                                                       | –                                                                         | 3e ronde                                                                  | – |
| 1973/74                                                                   | Eerste divisie                                                            | 38                                                                        | 9                                                                         | 9                                                                         | 20                                                                        | 27                                                                        | 44                                                                        | 74                                                                        | 19e                                                                       | –                                                                         | 1e ronde                                                                  | – |
| 1974/75                                                                   | Eerste divisie                                                            | 36                                                                        | 9                                                                         | 6                                                                         | 21                                                                        | 24                                                                        | 31                                                                        | 76                                                                        | 19e                                                                       | –                                                                         | 1e ronde                                                                  | Naamsverandering naar SC Veendam |
| 1975/76                                                                   | Eerste divisie                                                            | 36                                                                        | 15                                                                        | 10                                                                        | 11                                                                        | 40                                                                        | 46                                                                        | 39                                                                        | 8e                                                                        | –                                                                         | 2e ronde                                                                  | – |
| 1976/77                                                                   | Eerste divisie                                                            | 36                                                                        | 9                                                                         | 11                                                                        | 16                                                                        | 29                                                                        | 49                                                                        | 58                                                                        | 14e                                                                       | –                                                                         | 1e ronde                                                                  | – |
| 1977/78                                                                   | Eerste divisie                                                            | 36                                                                        | 5                                                                         | 12                                                                        | 19                                                                        | 22                                                                        | 46                                                                        | 81                                                                        | 17e                                                                       | –                                                                         | Kwartfinale                                                               | – |
| 1978/79                                                                   | Eerste divisie                                                            | 36                                                                        | 13                                                                        | 6                                                                         | 17                                                                        | 32                                                                        | 51                                                                        | 67                                                                        | 12e                                                                       | –                                                                         | 2e ronde                                                                  | – |
| 1979/80                                                                   | Eerste divisie                                                            | 36                                                                        | 7                                                                         | 8                                                                         | 21                                                                        | 22                                                                        | 44                                                                        | 74                                                                        | 16e                                                                       | –                                                                         | 1e ronde                                                                  | – |
| 1980/81                                                                   | Eerste divisie                                                            | 36                                                                        | 11                                                                        | 9                                                                         | 16                                                                        | 31                                                                        | 53                                                                        | 65                                                                        | 15e                                                                       | –                                                                         | 2e ronde                                                                  | – |
| 1981/82                                                                   | Eerste divisie                                                            | 34                                                                        | 10                                                                        | 10                                                                        | 14                                                                        | 30                                                                        | 46                                                                        | 54                                                                        | 10e                                                                       | –                                                                         | 2e ronde                                                                  | – |
| 1982/83                                                                   | Eerste divisie                                                            | 30                                                                        | 7                                                                         | 12                                                                        | 11                                                                        | 26                                                                        | 44                                                                        | 50                                                                        | 12e                                                                       | –                                                                         | 3e ronde                                                                  | – |
| 1983/84                                                                   | Eerste divisie                                                            | 32                                                                        | 5                                                                         | 9                                                                         | 18                                                                        | 19                                                                        | 43                                                                        | 78                                                                        | 16e                                                                       | –                                                                         | 1e ronde                                                                  | – |
| 1984/85                                                                   | Eerste divisie                                                            | 34                                                                        | 11                                                                        | 10                                                                        | 13                                                                        | 32                                                                        | 48                                                                        | 58                                                                        | 10e                                                                       | –                                                                         | 1e ronde                                                                  | – |
| 1985/86                                                                   | Eerste divisie                                                            | 38                                                                        | 18                                                                        | 8                                                                         | 10                                                                        | 44                                                                        | 63                                                                        | 35                                                                        | 4e                                                                        | Nacompetitie                                                              | 2e ronde                                                                  | Promotiewedstrijden tegen RKC (3–2 & 2–1), Vitesse (2–1 & 5–0) en Willem II (1–0 & 2–1)                                                               |
| 1986/87                                                                   | Eredivisie                                                                | 34                                                                        | 4                                                                         | 15                                                                        | 15                                                                        | 23                                                                        | 37                                                                        | 67                                                                        | 17e                                                                       | Rechtstreekse degradatie                                                  | 2e ronde                                                                  | – |
| 1987/88                                                                   | Eerste divisie                                                            | 36                                                                        | 19                                                                        | 13                                                                        | 4                                                                         | 51                                                                        | 66                                                                        | 39                                                                        | 2e                                                                        | Rechtstreekse promotie                                                    | 2e ronde                                                                  | – |
| 1988/89                                                                   | Eredivisie                                                                | 34                                                                        | 8                                                                         | 8                                                                         | 18                                                                        | 24                                                                        | 37                                                                        | 60                                                                        | 18e                                                                       | Rechtstreekse degradatie                                                  | 2e ronde                                                                  | Naamsverandering naar BV Veendam |
| 1989/90                                                                   | Eerste divisie                                                            | 36                                                                        | 14                                                                        | 10                                                                        | 12                                                                        | 38                                                                        | 46                                                                        | 48                                                                        | 8e                                                                        | –                                                                         | 2e ronde                                                                  | – |
| 1990/91                                                                   | Eerste divisie                                                            | 38                                                                        | 5                                                                         | 15                                                                        | 18                                                                        | 25                                                                        | 47                                                                        | 78                                                                        | 18e                                                                       | –                                                                         | 1e ronde                                                                  | – |
| 1991/92                                                                   | Eerste divisie                                                            | 38                                                                        | 15                                                                        | 10                                                                        | 13                                                                        | 40                                                                        | 48                                                                        | 49                                                                        | 12e                                                                       | –                                                                         | 3e ronde                                                                  | – |
| 1992/93                                                                   | Eerste divisie                                                            | 34                                                                        | 6                                                                         | 10                                                                        | 18                                                                        | 22                                                                        | 32                                                                        | 60                                                                        | 16e                                                                       | –                                                                         | 3e ronde                                                                  | – |
| 1993/94                                                                   | Eerste divisie                                                            | 34                                                                        | 6                                                                         | 11                                                                        | 17                                                                        | 23                                                                        | 39                                                                        | 57                                                                        | 17e                                                                       | –                                                                         | 2e ronde                                                                  | – |
| 1994/95                                                                   | Eerste divisie                                                            | 34                                                                        | 16                                                                        | 6                                                                         | 12                                                                        | 38                                                                        | 54                                                                        | 41                                                                        | 8e                                                                        | –                                                                         | 2e ronde                                                                  | – |
| 1995/96                                                                   | Eerste divisie                                                            | 34                                                                        | 16                                                                        | 10                                                                        | 8                                                                         | 58                                                                        | 48                                                                        | 35                                                                        | 4e                                                                        | Nacompetitie                                                              | Groepsfase                                                                | Promotiewedstrijden tegen Cambuur Leeuwarden (3–0 & 2–2), Emmen (1–0 & 1–2) en N.E.C. (1–0 & 0–3)                                                     |
| 1996/97                                                                   | Eerste divisie                                                            | 34                                                                        | 13                                                                        | 10                                                                        | 11                                                                        | 49                                                                        | 44                                                                        | 35                                                                        | 10e                                                                       | –                                                                         | 2e ronde                                                                  | – |
| 1997/98                                                                   | Eerste divisie                                                            | 34                                                                        | 11                                                                        | 12                                                                        | 11                                                                        | 45                                                                        | 51                                                                        | 55                                                                        | 12e                                                                       | –                                                                         | 2e ronde                                                                  | – |
| 1998/99                                                                   | Eerste divisie                                                            | 34                                                                        | 11                                                                        | 6                                                                         | 17                                                                        | 39                                                                        | 47                                                                        | 54                                                                        | 13e                                                                       | –                                                                         | 2e ronde                                                                  | – |
| 1999/00                                                                   | Eerste divisie                                                            | 34                                                                        | 10                                                                        | 11                                                                        | 13                                                                        | 41                                                                        | 50                                                                        | 61                                                                        | 12e                                                                       | –                                                                         | 3e ronde                                                                  | – |
| 2000/01                                                                   | Eerste divisie                                                            | 34                                                                        | 11                                                                        | 6                                                                         | 17                                                                        | 39                                                                        | 54                                                                        | 69                                                                        | 14e                                                                       | –                                                                         | 2e ronde                                                                  | – |
| 2001/02                                                                   | Eerste divisie                                                            | 34                                                                        | 13                                                                        | 6                                                                         | 15                                                                        | 45                                                                        | 60                                                                        | 62                                                                        | 11e                                                                       | –                                                                         | 3e ronde                                                                  | – |
| 2002/03                                                                   | Eerste divisie                                                            | 34                                                                        | 8                                                                         | 8                                                                         | 18                                                                        | 32                                                                        | 37                                                                        | 66                                                                        | 17e                                                                       | –                                                                         | 2e ronde                                                                  | – |
| 2003/04                                                                   | Eerste divisie                                                            | 36                                                                        | 7                                                                         | 15                                                                        | 14                                                                        | 36                                                                        | 46                                                                        | 71                                                                        | 14e                                                                       | –                                                                         | 3e ronde                                                                  | – |
| 2004/05                                                                   | Eerste divisie                                                            | 36                                                                        | 11                                                                        | 12                                                                        | 13                                                                        | 45                                                                        | 47                                                                        | 56                                                                        | 11e                                                                       | –                                                                         | 3e ronde                                                                  | – |
| 2005/06                                                                   | Eerste divisie                                                            | 38                                                                        | 14                                                                        | 9                                                                         | 15                                                                        | 51                                                                        | 54                                                                        | 60                                                                        | 14e                                                                       | –                                                                         | 2e ronde                                                                  | – |
| 2006/07                                                                   | Eerste divisie                                                            | 38                                                                        | 14                                                                        | 13                                                                        | 11                                                                        | 55                                                                        | 57                                                                        | 49                                                                        | 8e                                                                        | Nacompetitie                                                              | 2e ronde                                                                  | Promotiewedstrijden tegen Go Ahead Eagles (5–1 & 0–2) en Excelsior (0–1 & 0–3)                                                                        |
| 2007/28                                                                   | Eerste divisie                                                            | 38                                                                        | 11                                                                        | 14                                                                        | 13                                                                        | 47                                                                        | 57                                                                        | 67                                                                        | 14e                                                                       | –                                                                         | 3e ronde                                                                  | – |
| 2008/09                                                                   | Eerste divisie                                                            | 38                                                                        | 10                                                                        | 9                                                                         | 19                                                                        | 36*                                                                       | 46                                                                        | 67                                                                        | 19e                                                                       | –                                                                         | 2e ronde                                                                  | *BV Veendam heeft drie punten in mindering gekregen                                                                                                   |
| 2009/10                                                                   | Eerste divisie                                                            | 36                                                                        | 14                                                                        | 11                                                                        | 11                                                                        | 52*                                                                       | 58                                                                        | 49                                                                        | 9e                                                                        | –                                                                         | 2e ronde                                                                  | *BV Veendam heeft één punt in mindering gekregen |
| 2010/11                                                                   | Eerste divisie                                                            | 34                                                                        | 15                                                                        | 12                                                                        | 7                                                                         | 53*                                                                       | 55                                                                        | 54                                                                        | 4e                                                                        | Nacompetitie                                                              | 4e ronde                                                                  | *BV Veendam heeft één punt in mindering gekregen Promotiewedstrijden tegen Helmond Sport (3–3 & 0–1)                                                  |
| 2011/12                                                                   | Eerste divisie                                                            | 34                                                                        | 4                                                                         | 10                                                                        | 20                                                                        | 22                                                                        | 42                                                                        | 67                                                                        | 16e                                                                       | –                                                                         | 2e ronde                                                                  | Naamsverandering naar SC Veendam |
| 2012/13                                                                   | Eerste divisie                                                            | 25                                                                        | 10                                                                        | 5                                                                         | 10                                                                        | 35                                                                        | 36                                                                        | 41                                                                        | *                                                                         | –                                                                         | 2e ronde                                                                  | *Op 2 april 2013 werd SC Veendam failliet verklaard                                                                                                   |

### Speler van het jaar
De vereniging Oud SC Veendam en supporterssite Veendam4-ever reikten jaarlijks een trofee uit aan de beste speler van dat seizoen. De prijs van Oud SC Veendam is vernoemd naar oud-speler Jan Blijham, de bokaal van Veendam4-ever draagt de naam van Lee Payne, een Engelse linksbuiten die begin jaren 90 bij Veendam actief was.
Lee Payne Bokaal
- 2004–2005  Erwin Buurmeijer
- 2005–2006  Barry Ditewig
- 2006–2007  Niek Loohuis
- 2007–2008  Erwin Buurmeijer
- 2008–2009  Martijn van der Laan
- 2009–2010  Angelo Cijntje
- 2010–2011  Peter van der Vlag
- 2011–2012  Lars Lambooij
- 2012–2013  Tom Overtoom

Jan Blijham Bokaal
- 2007–2008  Ewald Koster
- 2011–2012  Lars Lambooij
- 2012–2013  Tom Overtoom

### Bekende en prominente oud-spelers en oud-trainers
- Tony Alberda
- Leo Beenhakker
- Kassim Bizimana
- Marcel van Buuren
- Theo ten Caat
- Angelo Cijntje
- Jouke Dantuma
- Egbert Darwinkel
- Johan Derksen
- Martin Drent
- Arjan Ebbinge
- Joop Gall
- Cor van der Gijp
- Azing Griever
- Henk de Haan
- Ronald Hamming
- Pieter Huistra
- Ron Jans
- Marnix Kolder
- Jurrie Koolhof
- Martin Koopman
- Edwin de Kruyff
- Rikkert La Crois
- Armand MacAndrew
- Rob McDonald
- Henny Meijer
- Bob Mulder
- Frans de Munck
- Dick Nanninga
- Henk Nienhuis
- Boy Nijgh
- Hans Ooft
- Joseph Oosting
- Lesmond Prinsen
- Arek Radomski
- Toine Rorije
- Ruben Schaken
- Jan Schulting
- Marcel Seip
- Rick Slor
- Ivan Tsvetkov
- Peter van der Vlag
- Gerard Wiekens
- Henk Veldmate
- Ronnie Venema

### Topscorers
- 1954/55:  Jan Walburg (4)
000000 :  Kris Walburg (11)
- 1955/56:  Klaas van der Berg (21)
- 1956/57:  Klaas van der Berg (20)
- 1957/58:  Jan van der Berg (10)
000000 :  Martinus Marquering (10)
000000 :  Mattheus Korte (10)
- 1958/59:  Jan van der Berg (10)
- 1959/60:  Paul Amara (16)
- 1960/61:  Bert Bouma (16)
000000 :  Willi Wilbers (16)
- 1961/62:  Evert Drommel (20)
- 1962/63:  Jan Hoekema (14)
- 1963/64:  Bé Kuiper (15)
- 1964/65:  Bé Kuiper (6)
- 1965/66:  Bé Kuiper (10)
- 1966/67:  Rikkert La Crois (25)
- 1967/68:  Rikkert La Crois (15)
- 1968/69:  Dick Bosschieter (17)
- 1969/70:  Hans Ooft (14)
- 1970/71:  Jan Lubben (9)
- 1971/72:  Albert van der Weide (12)
- 1972/73:  Albert van der Weide (8)
- 1973/74:  Dick Nanninga (15)
- 1974/75:  Fred Oldenburger (11)
- 1975/76:  Johan Vlietstra (9)
- 1976/77:  Fred Oldenburger (12)
- 1977/78:  Wim Swart (9)
000000 :  André Brouwer (9)
- 1978/79:  Jurrie Koolhof (9)
- 1979/80:  Jurrie Koolhof (17)
- 1980/81:  Rudolf Metz (17)
- 1981/82:  Rudolf Metz (16)
- 1982/83:  Rudolf Metz (12)
- 1983/84:  Steve Goble (8)
- 1984/85:  Herman Dijkstra (9)
- 1985/86:  Boy Nijgh (13)
- 1986/87:  Marcel van Buuren (6)
- 1987/88:  Theo ten Caat (17)
- 1988/89:  Marcel van Buuren (9)
- 1989/90:  Harris Huizingh (11)
- 1990/91:  Lee Payne (10)
- 1991/92:  Willem Brouwer (12)
- 1992/93:  Willem Brouwer (9)
- 1993/94:  Willem Brouwer (11)
- 1994/95:  Joseph Oosting (11)
000000 :  Bert Zuurman (11)
- 1995/96:  Lesmond Prinsen (6)
- 1996/97:  Henny Meijer (14)
- 1997/98:  Bert Zuurman (16)
- 1998/99:  Marnix Kolder (8)
000000 :  Bob Mulder (8)
- 1999/00:  Marnix Kolder (8)
- 2000/01:  Ivan Tsvetkov (18)
- 2001/02:  Ivan Tsvetkov (22)
- 2002/03:  Paul Weerman (15)
- 2003/04:  Ronald Hamming (21)
- 2004/05:  Ronald Hamming (16)
- 2005/06:  Ronald Hamming (14)
- 2006/07:  Marnix Kolder (15)
- 2007/08:  Mark Veldmate (11)
- 2008/09:  Michiel Hemmen (7)
- 2009/10:  Michael de Leeuw (25)
- 2010/11:  Michael de Leeuw (13)
- 2011/12:  Anco Jansen (10)
- 2012/13:  Tom Overtoom (7)

### Trainers
- 1950–1952:  Wim Vaal
- 1952–1957:  Hein Schmitter
- 1957–1959:  Wim de Bois
- 1959–1960:  Hein Schmitter
- 1960–1962:  Tinus van der Pijl
- 1962–1966:  Otto Bonsema
- 1966–1968:  Evert Mur
- 1968–1972:  Leo Beenhakker
- 1972–1974:  Cor van der Gijp
- 1974–1974:  Jan de Jong
- 1974–1975:  Arie Stehouwer
- 1975–1980:  Joop Oldejans
- 1980–1983:  Hans Alleman
- 1983–1984:  Nol de Ruiter
- 1984–1989:  Henk Nienhuis
- 1989–1991:  Thiemo Meertens
- 1991–1991:  Jan Korte
- 1991–1993:  Theo Verlangen
- 1993–1994:  Henk Nienhuis
- 1994–1997:  Jan Schulting
- 1997–1998:  Henk Bodewes
- 1998–1998:  Henk Bodewes 
000000000:  Marcel van Buuren
- 1998–2000:  Azing Griever
- 2000–2002:  Martin Koopman
- 2002–2005:  Jan Korte
- 2005–2010:  Joop Gall
- 2010–2013:  Gert Heerkes

VV Bareveld · VV DWZ · VV Veendam 1894 · VV Wildervank

Voormalige clubs: VV Borgercompagnie · SC Veendam